# Labidochromis
Labidochromis é um gênero de peixes endêmicos do Lago Malawi, pertencentes à família Cichlidae. O gênero inclui 18 espécies descritas formalmente, e várias espécies ainda não descitas, que incluem um número de espécies comumente mantidas em aquários, tais como L. caeruleus.

## Espécies
- Labidochromis caeruleus Fryer, 1956
- Labidochromis chisumulae Lewis, 1982
- Labidochromis flavigulis Lewis, 1982
- Labidochromis freibergi Johnson, 1974
- Labidochromis gigas Lewis, 1982
- Labidochromis heterodon Lewis, 1982
- Labidochromis ianthinus Lewis, 1982
- Labidochromis lividus Lewis, 1982
- Labidochromis maculicauda Lewis, 1982
- Labidochromis mathotho Burgess & Axelrod, 1976
- Labidochromis mbenjii Lewis, 1982
- Labidochromis mylodon Lewis, 1982
- Labidochromis pallidus Lewis, 1982
- Labidochromis shiranus Lewis, 1982
- Labidochromis strigatus Lewis, 1982
- Labidochromis textilis Oliver, 1975
- Labidochromis vellicans Trewavas, 1935
- Labidochromis zebroides Lewis, 1982

- Wikispecies